# Hans van Steenwinckel de Jonge

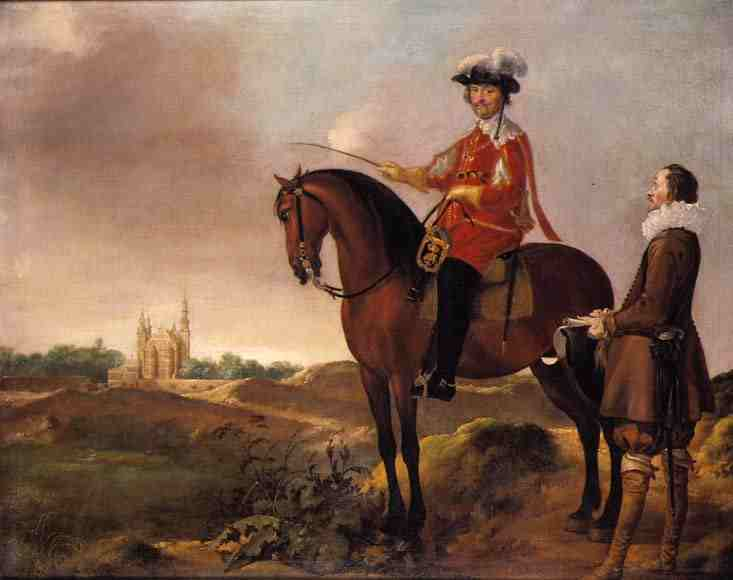
Schilderij uit 1638 van koning Christiaan IV van Denemarken (te paard) en Hans van Steenwinckel de Jonge. Op de achtergrond slot Rosenborg.

Hans van Steenwinckel de Jonge (Kopenhagen, 24 juni 1587 – aldaar, 6 augustus 1639), was een Deense bouwmeester en beeldhouwer van Brabantse afkomst. Hij ontwierp onder meer de renaissancistische paleizen Rosenborg in Kopenhagen en Frederiksborg in Hillerød voor de Deense koning Christiaan IV.

## Leven en werk
Hans van Steenwinckel de Jonge (ook bekend als Hans van Steenwinckel II) was een telg van een Antwerpse kunstenaarsfamilie die vanaf 1576 tot in de 17e eeuw in Denemarken werkte. Zijn vader Hans van Steenwinckel de Oude was hofbouwmeester van Denemarken. Hans van Steenwinckel de Jonge studeerde bij zijn vader tot aan diens overlijden in het toen nog Deense Halmstad en daarna, vanaf 1602, in de Republiek der Zeven Verenigde Nederlanden. Daar raakte hij vertrouwd met de Hollandse renaissancestijl die veel van zijn Deense bouwwerken kenmerkt. Het is niet exact bekend wanneer Van Steenwinckel terugkeerde naar Denemarken.
In 1605 kreeg hij van Christiaan IV de opdracht om het Kopenhaagse stadspaleis Rosenborg te bouwen. Het kwam in 1607 gereed, maar na diverse uitbreidingen kon hij het in 1634 in definitieve staat aan de koning presenteren. Vanaf 1612 werkte hij bij de bouw van kasteel Frederiksborg en de renovatie van de Kathedraal van Roskilde. In 1619 overleed zijn broer Lorenz van Steenwinckel en nam hij de bouw van het Kopenhaagse beursgebouw Børsen van hem over. Hij nam de verdere uitbouw van de vesting Varberg ter hand, die was begonnen onder zijn vader. Vanaf 1629 was hij verantwoordelijk voor de wederopbouw van het door brand verwoeste kasteel Kronborg bij Helsingør. In 1637 begon hij aan de bouw van de Kopenhaagse sterrenwacht Rundetårn, die werd voltooid na zijn dood door de Nederlandse architect Leendert Blasius.
Hij was de vader van de bouwmeester Hans van Steenwinckel de Jongste (1639–1700) en waarschijnlijk ook van de bouwmeester Oluf van Steenwinckel (gestorven 1659).

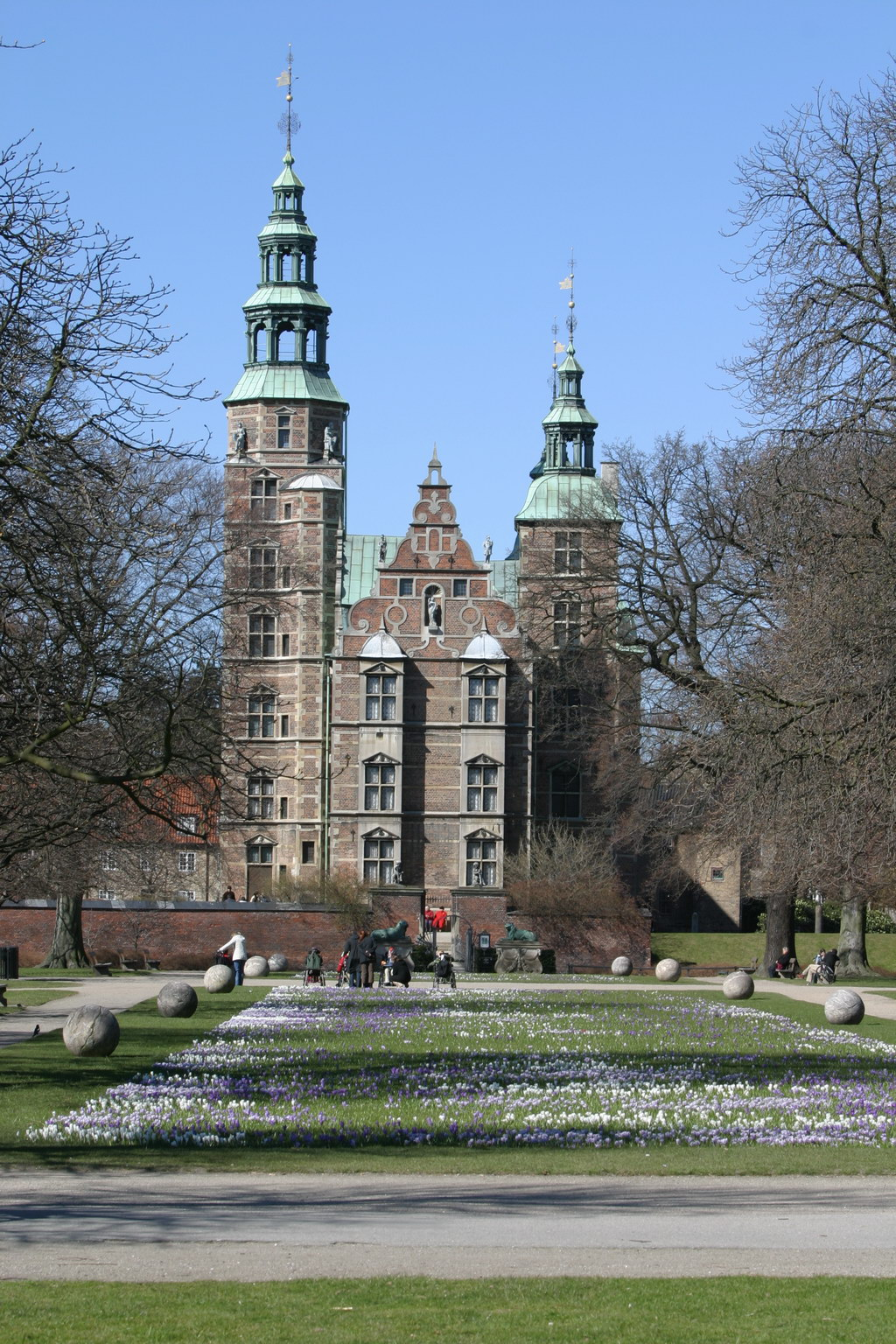
Slot Rosenborg in Kopenhagen
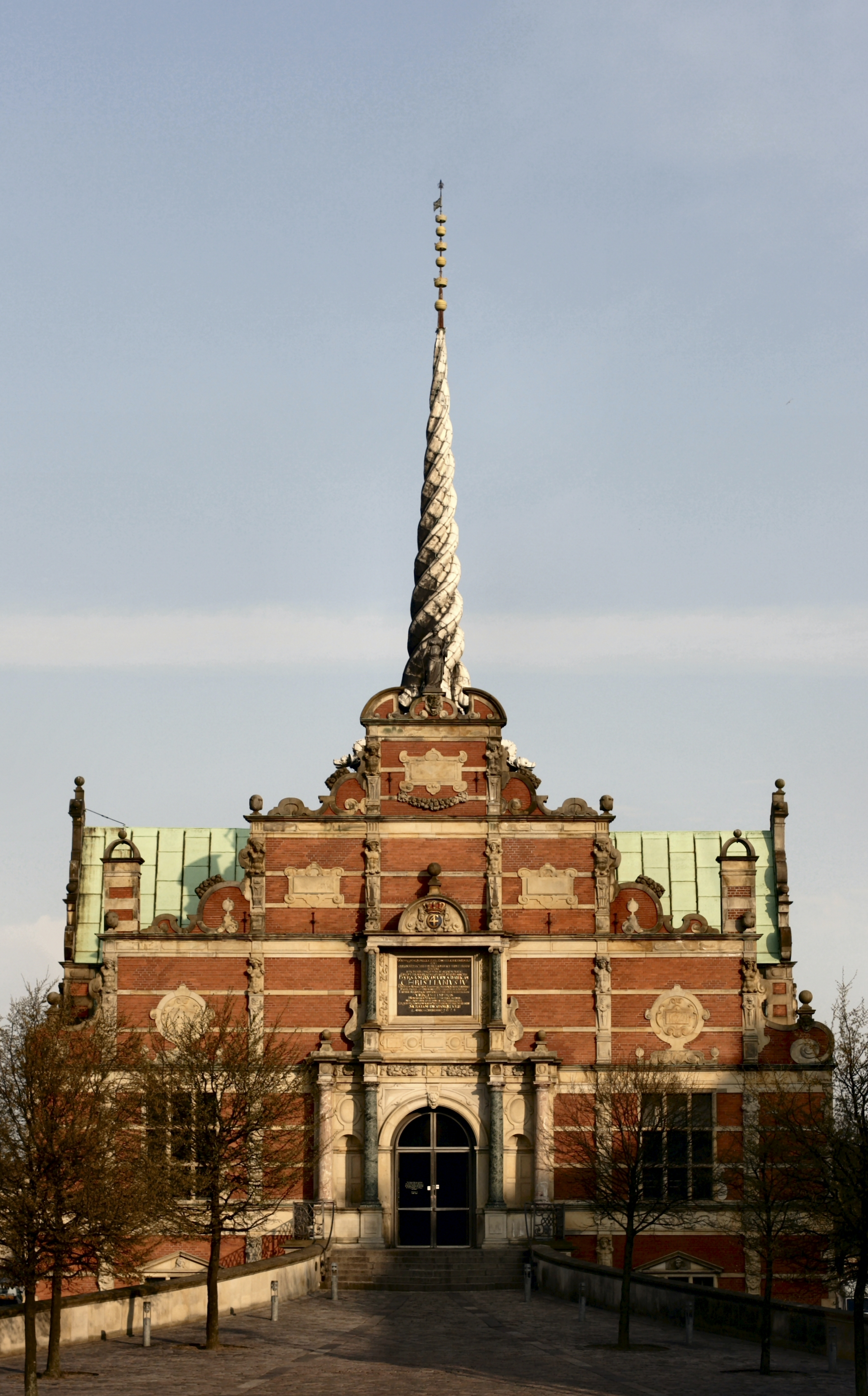
Børsen in Kopenhagen, entree. Hans van Steenwinckel de Jonge nam de bouw over van zijn broer Lorenz.
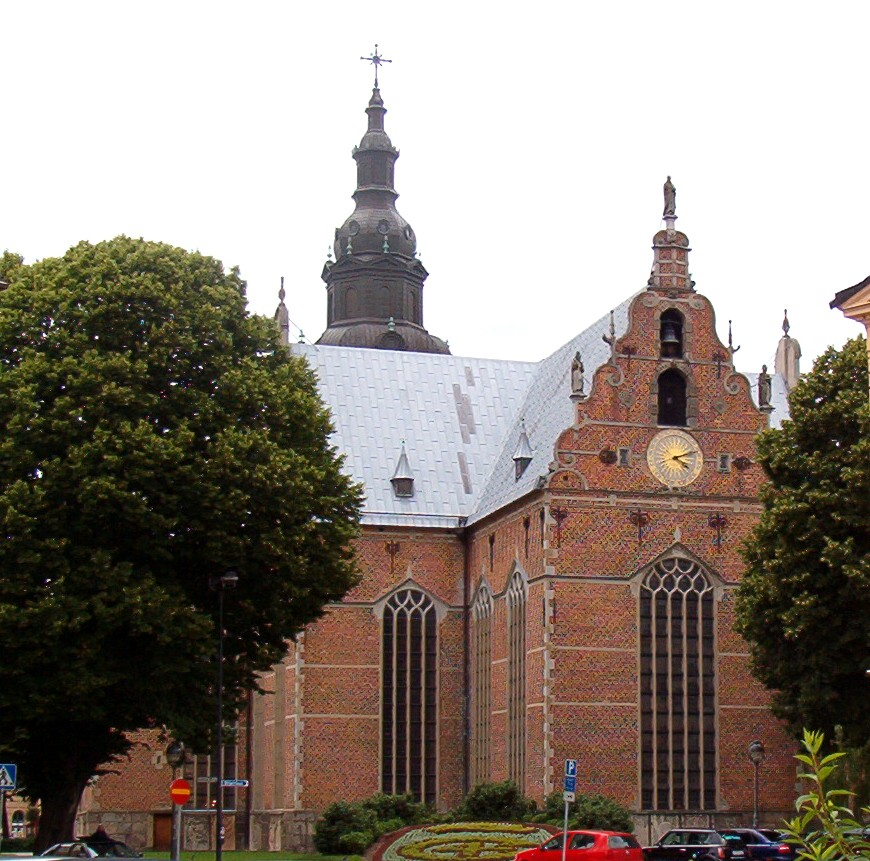
Trefoldighedskirken in Kristianstad
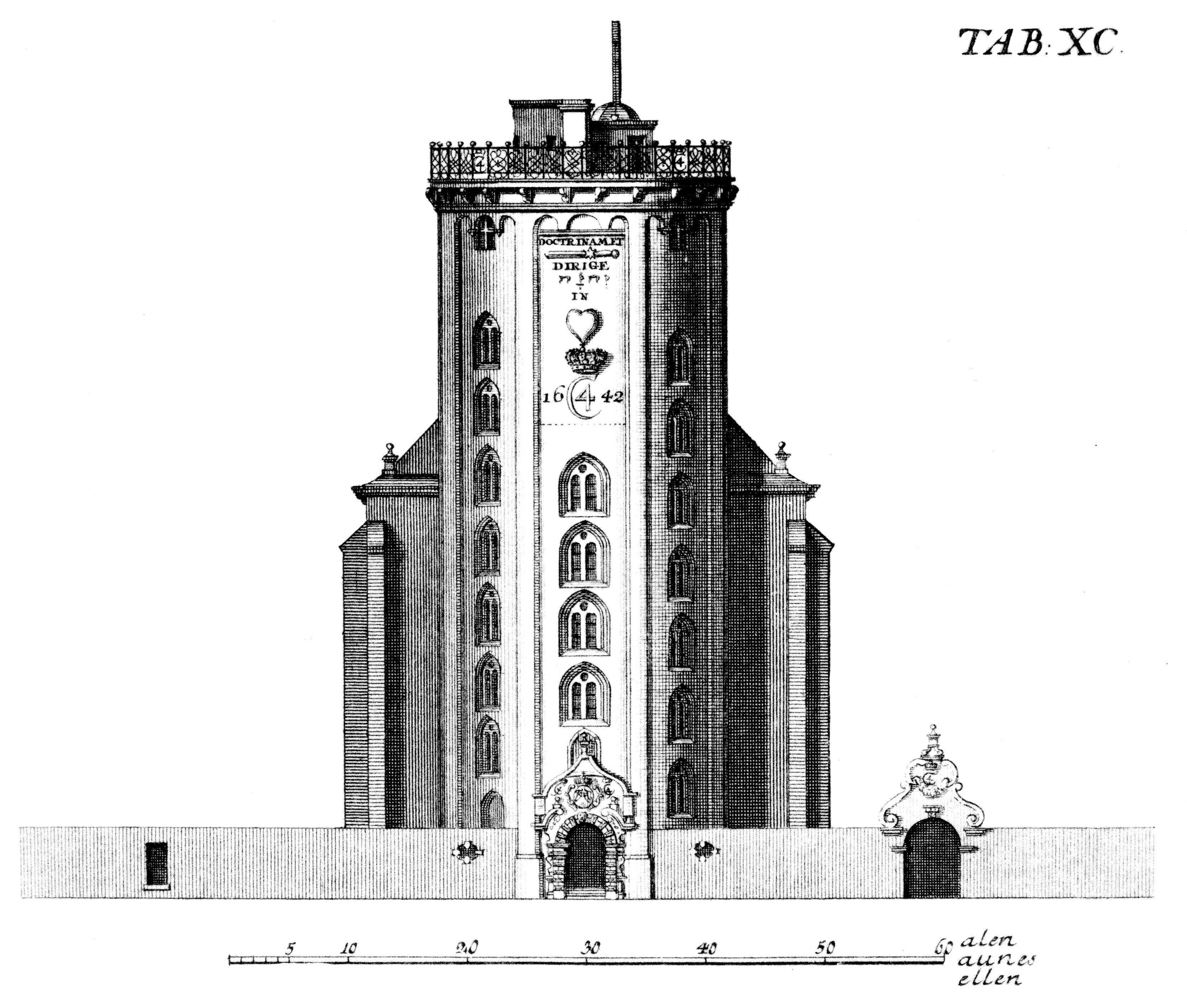
Rundetårn in Kopenhagen, afgebouwd door Leonard Blasius.

- Gemeinsame Normdatei: 143429051
- International Standard Name Identifier: 0000 0001 1758 0126
- Library of Congress Control Number: n85117289
- Nationale Bibliotheek van Israël: 987007422073005171
- RKD-Nederlands Instituut voor Kunstgeschiedenis: 463993
- Union List of Artist Names: 500004929
- Virtual International Authority File: 35885828
- WorldCat: E39PBJgtbg6vMxgfBHMkMkXjmd